# Хи-Мен
Хи-Мен (енгл. He-Man) је измишљени херојски лик у серији играчака Господари свемира, као и у разним сродним производима и медијима. Реч he-man је застарели енглески израз за снажног мушкарца. Најистакнутији медиј у којем се појављује Хи-Мен је цртана серија Хи-Мен и Господари свемира, коју је продуцирао студио Филмејшон. Синдикализована серија је премијерно приказана 1983. године и трајала је до 1985. године, а укупно је направљено 130 епизода. У склопу серије, Хи-Мен и његови пријатељи бране Етернију и тајне замка Грејскал од злих Скелеторових снага. Године 1990. серију је наследила нова серија под називом Нове авантуре Хи-Мена, у којој је Хи-Мен позван на Прајмус, свет из будућности. Године 2002. прерађена верзија изворне серије приказана је на Cartoon Network.

## Измишљена биографија
Као и остали делови приче о Господарима свемира, Хи-Менова биографија и порекло понешто су се изменили у узастопним верзијама приче. У најранијој серији минијатурних стрипова, издатих заједно са изворним играчкама, Хи-Мен је путујући варварин на Етернији, планети која се суочава са последицама Великог рата, у коме су разорене цивилизације које су некада владале над свим нижим бићима. Чаробница замка Грејскал, звана Богиња у њеним раним наступима, предаје Хи-Мену посебне моћи и оружја. Хи-Мен почиње да брани тајне замка Грејскал од зликовца Скелетора.
Почетком треће серије минијатурних стрипова сценарио је промењен: Хи-Менов стварни идентитет је принц Адам, син краља Рандора и краљице Марлене, владара Етерније. У овој верзији приче, чаробница замка Грејскал обдарује принца Адама моћима трансформације у Хи-Мена. Адам се преображава у Хи-Мена с уздигнутим чаробним мачем званим Мач моћи и након што изговори речи: „У име моћи Грејскала... ја имам моћ!“ Ово је преузето за серију из 2002. године. Кућни љубимац принца Адама је кукавички зелени тигар звани Кринџер. Када се Адам претвори у Хи-Мена, Кринџер постаје огромни (и храбри) оклопљени зелени тигар Бетлкет, испуњен чаробном моћи из Хи-Меновог мача. Бетлкет је такође један од Хи-Менових превозних средстава, као и савезник у борби.
Адам је пријатељ лепе и тврдоглаве Тиле, капетана краљевске страже и усвојене кћерке Адамовог ментора Данкана. Током серије се спознаје да је Тила кћерка јединица Чаробнице и будућа наследница Грејскала; ипак, Чаробница ју је дала на усвајање још док је била беба, након што је преминуо Тилин отац. Данкан, носилац титуле Мен-Ет-Армс је краљевски иноватор технологија и оружја. У многим епизодама Данкан се појављује са новим и фантастичним оружјима која помажу Хи-Мену и његовим пријатељима.
Замак Грејскал, који наличи огромној лобањи, извор је Хи-Менове моћи. У замку живи Чаробница, која комуницира са Хи-Меном путем телепатије, и која је обдарила принца Адама с његовом моћи трансформације. Чаробница је такође створила Хи-Менов оклоп од ретког етернијског минерала под називом кородит, који појачава његову снагу.
Како би заштитио своју породицу, Хи-Мен чува тајну о свом дуплом идентитету, који је познат само Данкану, Орку, Кринџеру/Бетлкету, и Чаробници; појавом серије Ши-Ра: Принцеза моћи, у ово се друштво укључују Адора/Ши-Ра, Спирит/Свифт Винд, Лајт Хоуп, Лу-Ки, Мадам Раз и Каул. Изворна цртана серија указује на то да змај Гранамир, космички спроводилац Зодак, а у каснијој епизоди и краљица Марлена такође знају о његовој тајни. Хи-Мена у његовим борбама обично прате разни савезници, као што су Рем-Мен, Стратос и Мен-И-Фејсиз. Адамова сестра близнакиња зове се Адора и вођа је Велике побуне против Хордака на планети Етерија. Адори, као и Адаму, подарена је моћ Грејскала и властити мач који она користи за трансформацију у Ши-Ру, Принцезу моћи.
Хи-Менов главни непријатељ је Скелетор, чаробњак плаве коже са лобањом уместо главе. Вешт је са црном магијом и свим врстама борбе. Скелеторово стандардно оружје је Havoc Staff, лубања овна на врху дугачког штапа која усмерава његову магију и појачава његову моћ. Havoc Staff такође омогућава Скелетору да посматра догађаје на Етернији и даље. Иако је Скелеторово порекло тајанствено (цртана серија описује га као „демона из друге димензије"), један од минијатурних стрипова наговештава да је Скелеторов стварни идентитет принц Келдор, млађи брат краља Рандора, што би значило да је Скелетор Хи-Менов стриц. У филму Хи-Мен и Ши-Ра: Тајна мача сазнаје се да је Скелетор некад давно био Хордаков ученик, којег је Хордак касније оставио и побегао на Етерију.
Скелеторова база деловања је Змијска Планина, тврђава од полираног црног базалта, омотана огромном каменом змијом. Змијска Планина се налази на Тамној хемисфери Етерније. Скелетор предводи разнолику банду сљедбеника против Хи-Мена и његових савезника; најпопуларнији од њих су чаробница Зла Лин, господар животињског света Бист Мен, бионички Трап-Џо, многооки Трај-Клопс, и господар риба Мер-Мен.
У цртаној серији из осамдесетих година, Хи-Менов/Адамов глас глумио је Џон Ервин, који за многе остаје дефинитивни Хи-Мен, симпатични јунак са неисцрпним залихама досетки. У истоименом играном филму из 1987. године, Хи-Мена је глумио Долф Лундгрен. Гари Чок давао је глас Хи-Мену у цртаној серији Нове авантуре Хи-Мена из 1990. године (а касније и Мен-Ет-Армсу у серији из 2002. године), али не и принцу Адаму; Адамов глас је глумио Даг Паркер (у серијама из 1983. и 2002. године гласове Адама и Хи-Мена глумили су исти глумци). У цртаној серији из 2002. године, Хи-Менов глас је глумио Кам Кларк.